# Lista över fornlämningar i Gotlands kommun (Klinte)
Lista över fornlämningar i Gotlands kommun (Klinte) är en förteckning av ett urval av de fornlämningar som finns i Klinte i Gotlands kommun.
| Namn         | Lämningstyp                      | Tillkomsttid | Historisk indelning | Plats | Läge                 | ID-nr          | Bild                                      |
| ------------ | -------------------------------- | ------------ | ------------------- | ----- | -------------------- | -------------- | ----------------------------------------- |
| Klinte 3:1   | Stenkrets                        |              | Klinte, Gotland     |       | 57.377074, 18.219749 | 10094100030001 | Ladda upp en bild av detta fornminne      |
| Klinte 4:1   | Röse                             |              | Klinte, Gotland     |       | 57.397699, 18.225534 | 10094100040001 | Ladda upp en bild av detta fornminne      |
| Klinte 5:2   | Hällristning                     |              | Klinte, Gotland     |       | 57.388787, 18.250942 | 11100000000787 | Ladda upp en bild av detta fornminne      |
| Klinte 5:3   | Bildristning                     |              | Klinte, Gotland     |       | 57.388355, 18.250413 | 10094100050003 | Ladda upp en bild av detta fornminne      |
| Klinte 6:1   | Bildristning                     |              | Klinte, Gotland     |       | 57.381242, 18.236497 | 10094100060001 | Ladda upp en till bild av detta fornminne |
| Klinte 7:1   | Husgrund, förhistorisk/medeltida |              | Klinte, Gotland     |       | 57.379076, 18.227512 | 10094100070001 | Ladda upp en bild av detta fornminne      |
| Klinte 9:1   | Gravfält                         |              | Klinte, Gotland     |       | 57.383219, 18.205413 | 10094100090001 | Ladda upp en bild av detta fornminne      |
| Klinte 12:1  | Fästning/skans                   |              | Klinte, Gotland     |       | 57.378972, 18.180266 | 10094100120001 | Ladda upp en bild av detta fornminne      |
| Klinte 13:1  | Gravfält                         |              | Klinte, Gotland     |       | 57.386329, 18.218362 | 10094100130001 | Ladda upp en bild av detta fornminne      |
| Klinte 14:1  | Husgrund, förhistorisk/medeltida |              | Klinte, Gotland     |       | 57.382205, 18.233310 | 10094100140001 | Ladda upp en bild av detta fornminne      |
| Klinte 15:1  | Husgrund, förhistorisk/medeltida |              | Klinte, Gotland     |       | 57.386608, 18.239823 | 10094100150001 | Ladda upp en bild av detta fornminne      |
| Klinte 16:1  | Gravfält                         |              | Klinte, Gotland     |       | 57.397676, 18.265346 | 10094100160001 | Ladda upp en till bild av detta fornminne |
| Klinte 18:1  | Husgrund, förhistorisk/medeltida |              | Klinte, Gotland     |       | 57.402083, 18.272809 | 10094100180001 | Ladda upp en bild av detta fornminne      |
| Klinte 19:1  | Gravfält                         |              | Klinte, Gotland     |       | 57.401379, 18.276732 | 10094100190001 | Ladda upp en bild av detta fornminne      |
| Klinte 22:1  | Husgrund, förhistorisk/medeltida |              | Klinte, Gotland     |       | 57.383367, 18.264973 | 10094100220001 | Ladda upp en bild av detta fornminne      |
| Klinte 23:1  | Gravfält                         |              | Klinte, Gotland     |       | 57.390656, 18.203840 | 10094100230001 | Ladda upp en bild av detta fornminne      |
| Klinte 24:1  | Stensättning                     |              | Klinte, Gotland     |       | 57.393685, 18.223308 | 10094100240001 | Ladda upp en bild av detta fornminne      |
| Klinte 25:1  | Stensättning                     |              | Klinte, Gotland     |       | 57.391293, 18.225369 | 10094100250001 | Ladda upp en bild av detta fornminne      |
| Klinte 25:2  | Stensättning                     |              | Klinte, Gotland     |       | 57.391538, 18.225122 | 10094100250002 | Ladda upp en bild av detta fornminne      |
| Klinte 26:1  | Röse                             |              | Klinte, Gotland     |       | 57.396050, 18.230582 | 10094100260001 | Ladda upp en bild av detta fornminne      |
| Klinte 27:1  | Stensättning                     |              | Klinte, Gotland     |       | 57.396386, 18.230056 | 10094100270001 | Ladda upp en bild av detta fornminne      |
| Klinte 28:1  | Stensättning                     |              | Klinte, Gotland     |       | 57.395607, 18.227484 | 10094100280001 | Ladda upp en bild av detta fornminne      |
| Klinte 29:1  | Röse                             |              | Klinte, Gotland     |       | 57.395476, 18.226656 | 10094100290001 | Ladda upp en bild av detta fornminne      |
| Klinte 30:4  | Runristning                      |              | Klinte, Gotland     |       | 57.377986, 18.231718 | 10094100300004 | Ladda upp en bild av detta fornminne      |
| Klinte 32:1  | Stensättning                     |              | Klinte, Gotland     |       | 57.396531, 18.231336 | 10094100320001 | Ladda upp en bild av detta fornminne      |
| Klinte 33:1  | Stensättning                     |              | Klinte, Gotland     |       | 57.396246, 18.231474 | 10094100330001 | Ladda upp en bild av detta fornminne      |
| Klinte 34:1  | Fornborg                         |              | Klinte, Gotland     |       | 57.380837, 18.236546 | 10094100340001 | Ladda upp en till bild av detta fornminne |
| Klinte 41:1  | Minnesmärke                      |              | Klinte, Gotland     |       | 57.380571, 18.236552 | 10094100410001 | Ladda upp en till bild av detta fornminne |
| Klinte 43:1  | Gravfält                         |              | Klinte, Gotland     |       | 57.379000, 18.257242 | 10094100430001 | Ladda upp en bild av detta fornminne      |
| Klinte 48:1  | Stensättning                     |              | Klinte, Gotland     |       | 57.376746, 18.245398 | 10094100480001 | Ladda upp en bild av detta fornminne      |
| Klinte 49:1  | Gravfält                         |              | Klinte, Gotland     |       | 57.373622, 18.254491 | 10094100490001 | Ladda upp en bild av detta fornminne      |
| Klinte 50:1  | Husgrund, förhistorisk/medeltida |              | Klinte, Gotland     |       | 57.381811, 18.225195 | 10094100500001 | Ladda upp en bild av detta fornminne      |
| Klinte 62:1  | Hällristning                     |              | Klinte, Gotland     |       | 57.407217, 18.278136 | 11100000000788 | Ladda upp en bild av detta fornminne      |
| Klinte 65:1  | Röse                             |              | Klinte, Gotland     |       | 57.387825, 18.256768 | 10094100650001 | Ladda upp en bild av detta fornminne      |
| Klinte 71:1  | Husgrund, förhistorisk/medeltida |              | Klinte, Gotland     |       | 57.387491, 18.233782 | 10094100710001 | Ladda upp en bild av detta fornminne      |
| Klinte 71:2  | Husgrund, förhistorisk/medeltida |              | Klinte, Gotland     |       | 57.387291, 18.233432 | 10094100710002 | Ladda upp en bild av detta fornminne      |
| Klinte 72:1  | Husgrund, förhistorisk/medeltida |              | Klinte, Gotland     |       | 57.388219, 18.238252 | 10094100720001 | Ladda upp en bild av detta fornminne      |
| Klinte 75:1  | Begravningsplats                 |              | Klinte, Gotland     |       | 57.389251, 18.249932 | 10094100750001 | Ladda upp en bild av detta fornminne      |
| Klinte 79:1  | Bildristning                     |              | Klinte, Gotland     |       | 57.372681, 18.213322 | 10094100790001 | Ladda upp en bild av detta fornminne      |
| Klinte 86:1  | Gravfält                         |              | Klinte, Gotland     |       | 57.396092, 18.223930 | 10094100860001 | Ladda upp en bild av detta fornminne      |
| Klinte 89:1  | Stensättning                     |              | Klinte, Gotland     |       | 57.376702, 18.193906 | 10094100890001 | Ladda upp en bild av detta fornminne      |
| Klinte 90:1  | Stensättning                     |              | Klinte, Gotland     |       | 57.372231, 18.213293 | 10094100900001 | Ladda upp en bild av detta fornminne      |
| Klinte 108:1 | Stensättning                     |              | Klinte, Gotland     |       | 57.388415, 18.211152 | 10094101080001 | Ladda upp en bild av detta fornminne      |
| Klinte 108:2 | Stensättning                     |              | Klinte, Gotland     |       | 57.388540, 18.211159 | 10094101080002 | Ladda upp en bild av detta fornminne      |
| Klinte 109:1 | Stensättning                     |              | Klinte, Gotland     |       | 57.368769, 18.206451 | 10094101090001 | Ladda upp en bild av detta fornminne      |
| Klinte 110:1 | Röse                             |              | Klinte, Gotland     |       | 57.367432, 18.206311 | 10094101100001 | Ladda upp en bild av detta fornminne      |
| Klinte 111:1 | Gravfält                         |              | Klinte, Gotland     |       | 57.366653, 18.207143 | 10094101110001 | Ladda upp en bild av detta fornminne      |
| Klinte 114:1 | Stensättning                     |              | Klinte, Gotland     |       | 57.364901, 18.210608 | 10094101140001 | Ladda upp en bild av detta fornminne      |
| Klinte 115:1 | Stensättning                     |              | Klinte, Gotland     |       | 57.365222, 18.211159 | 10094101150001 | Ladda upp en bild av detta fornminne      |
| Klinte 115:2 | Stensättning                     |              | Klinte, Gotland     |       | 57.365226, 18.210958 | 10094101150002 | Ladda upp en bild av detta fornminne      |
| Klinte 115:3 | Stensättning                     |              | Klinte, Gotland     |       | 57.365210, 18.210737 | 10094101150003 | Ladda upp en bild av detta fornminne      |
| Klinte 123:1 | Hällristning                     |              | Klinte, Gotland     |       | 57.374651, 18.179045 | 11100000000863 | Ladda upp en bild av detta fornminne      |
| Klinte 140   | Stensättning                     |              | Klinte, Gotland     |       | 57.377138, 18.211605 | 12000000107145 | Ladda upp en bild av detta fornminne      |
| Klinte 141   | Stensättning                     |              | Klinte, Gotland     |       | 57.377406, 18.211347 | 12000000107147 | Ladda upp en bild av detta fornminne      |
| Klinte 142   | Stensättning                     |              | Klinte, Gotland     |       | 57.377239, 18.211880 | 12000000107148 | Ladda upp en bild av detta fornminne      |
| Klinte 143   | Stensättning                     |              | Klinte, Gotland     |       | 57.377160, 18.211791 | 12000000107150 | Ladda upp en bild av detta fornminne      |
| Sanda 46:1   | Stensättning                     |              | Klinte, Gotland     |       | 57.398208, 18.226075 | 10096100460001 | Ladda upp en bild av detta fornminne      |
| Sanda 46:2   | Stensättning                     |              | Klinte, Gotland     |       | 57.398071, 18.226204 | 10096100460002 | Ladda upp en bild av detta fornminne      |
| Sanda 47:1   | Röse                             |              | Klinte, Gotland     |       | 57.402106, 18.230720 | 10096100470001 | Ladda upp en bild av detta fornminne      |
| Sanda 47:2   | Stensättning                     |              | Klinte, Gotland     |       | 57.402292, 18.230179 | 10096100470002 | Ladda upp en bild av detta fornminne      |
| Sanda 47:3   | Stensättning                     |              | Klinte, Gotland     |       | 57.402159, 18.231624 | 10096100470003 | Ladda upp en bild av detta fornminne      |
| Sanda 48:1   | Röse                             |              | Klinte, Gotland     |       | 57.403188, 18.223193 | 10096100480001 | Ladda upp en bild av detta fornminne      |
| Sanda 49:1   | Röse                             |              | Klinte, Gotland     |       | 57.402141, 18.221472 | 10096100490001 | Ladda upp en bild av detta fornminne      |
| Sanda 49:2   | Grav markerad av sten/block      |              | Klinte, Gotland     |       | 57.401979, 18.221528 | 10096100490002 | Ladda upp en bild av detta fornminne      |
| Sanda 49:3   | Grav markerad av sten/block      |              | Klinte, Gotland     |       | 57.401912, 18.221517 | 10096100490003 | Ladda upp en bild av detta fornminne      |
| Sanda 50:1   | Stenkrets                        |              | Klinte, Gotland     |       | 57.401208, 18.222779 | 10096100500001 | Ladda upp en bild av detta fornminne      |
| Sanda 50:2   | Stensättning                     |              | Klinte, Gotland     |       | 57.401283, 18.222953 | 10096100500002 | Ladda upp en bild av detta fornminne      |
| Sanda 51:1   | Röse                             |              | Klinte, Gotland     |       | 57.403043, 18.225641 | 10096100510001 | Ladda upp en bild av detta fornminne      |
| Sanda 52:1   | Gravfält                         |              | Klinte, Gotland     |       | 57.398812, 18.228625 | 10096100520001 | Ladda upp en bild av detta fornminne      |
| Sanda 53:1   | Stenkrets                        |              | Klinte, Gotland     |       | 57.400200, 18.227091 | 10096100530001 | Ladda upp en bild av detta fornminne      |
| Sanda 100:1  | Röse                             |              | Klinte, Gotland     |       | 57.399245, 18.230566 | 10096101000001 | Ladda upp en bild av detta fornminne      |
| Sanda 101:1  | Stensättning                     |              | Klinte, Gotland     |       | 57.404136, 18.228463 | 10096101010001 | Ladda upp en bild av detta fornminne      |
| Fröjel 170:1 | Stensättning                     |              | Klinte, Gotland     |       | 57.354352, 18.223446 | 10091901700001 | Ladda upp en bild av detta fornminne      |